# 古晉中華第一中學
古晉中華第一中學（英語：Chung Hua Middle School No.1）創立于1958年，是马来西亚砂拉越州古晉中中校董會屬下三間中學之一, 為馬來西亞60所華文獨立中學之一，屬于大型獨立中學，為马来西亚最好的華文中學。著名校友包括：蔡明亮、張棟樑、陈奕迅、周杰伦、林俊杰等。